# Gãy xương sườn
Gãy xương sườn là một chấn thương phổ biến sau chấn thương, khi xương sườn ở lồng ngực bị gãy. Điều này thường gây ra đau ngực và tăng nặng hơn khi hít thở. Có thể thấy dấu hiệu bầm tím tương ứng vị trí gãy. Khi nhiều xương sườn bị gãy nhiều đoạn gây ra hiện tượng mảng sườn di động. Tiên lượng biến chứng bao gồm tràn khí màng phổi, dập phổi và viêm phổi.
Gãy xương sườn thường do va đập trực tiếp vào ngực như khi tai nạn xe cơ giới hoặc chấn thương nghiền ép. Ho dữ dội hoặc ung thư di căn cũng có thể gây ra gãy xương sườn. Nhóm xương sườn giữa có tỷ lệ gãy cao nhất. Gãy xương sườn thứ nhất hoặc thứ hai có thường đi cùng các biến chứng hơn. Có thể chẩn đoán bệnh này dựa trên các triệu chứng và được khẳng định thêm qua hình ảnh học y khoa.
Kiểm soát đau là một phần quan trọng trong điều trị. Điều này có thể bao gồm việc sử dụng paracetamol (acetaminophen), NSAID hoặc opioid. Chẹn thần kinh cũng là một lựa chọn khác. Một cách điều trị cổ điển là bó ép xương sườn gãy, tuy nhiên dễ gây các biến chứng nên hiện nay đã hạn chế dùng. Ở những ca mảng sườn di động, phẫu thuật có thể cải thiện kết cục.

## Triệu chứng
Điều này thường dẫn đến đau ngực nặng hơn khi hít vào. Bầm tím có thể xảy ra tại chỗ xương gãy.